# Terra Sirenum
Terra Sirenum est une vaste région de l'hémisphère sud de la planète Mars. Elle est centrée par 39,7° S et 150° W, au niveau du quadrangle de Phaethontis, et couvre 3 900 km dans son acception la plus large. Terra Sirenum est une zone montagneuse avec des cratères, dont le cratère Newton. 
Des preuves de dépôts minéraux à base de chlorure sur Terra Sirenum ont été découvertes par l'orbiteur 2001 Mars Odyssey en mars 2008.